# Mariano Martín
Mariano Martín (ur. 20 października 1919 w Palencii, zm. 9 września 1998 w Barcelonie) – hiszpański piłkarz, który występował na pozycji napastnika. Przez większość okresu kariery był związany z klubem FC Barcelona. Grał tam od 1939 roku do 1946. Rozegrał 168 spotkań i strzelił w nich 188 goli, co daje średnio 1,12 goli na mecz.
W sezonie 1942/1943 został królem strzelców ligi hiszpańskiej strzelając 32 bramki.
W 2005 roku, przez władze katalońskiego klubu został wybrany pośmiertnie na jednego z najlepszych strzelców na mecz.

## Kluby w karierze
- Peña Font Barcelona: – 1936.
- Unió Esportiva Sant Andreu Barcelona: 1936–1939.
- FC Barcelona: 1939–1945.
- Gimnàstic Tarragona: 1945–1950.
- Unió Esportiva Sant Andreu Barcelona: 1950–1951.